# S.P.D.
《S.P.D.》，是日本女子樂團SPEED的第16張單曲。2009年5月27日發行。是SPEED完全復活之後的第2張單曲。分為CD和CD+DVD兩種版本。
單曲名稱「S.P.D.」是「Splendid Pop Dance」的縮寫。
這張單曲的風格與SPEED以前的曲風有很大不同，是第二張並非由伊秩弘將製作的單曲；專門邀請海外的製作人創作了帶有強烈Hip-Hop西洋音樂元素，節奏感強勁的主歌《S.P.D.》；而副歌則保持SPEED一向的J-POP風格。
雖然SPEED在這張單曲尋求風格上的突破，但是銷量並不理想。在Oricon週榜最高排行第8位；在榜期間銷量只有2.79萬張。

## 收錄曲目

### CD
1. S.P.D. (3:58)
  - 作詞：shungo.；作曲：Kye Sones、Peter Martin、Jonathan Shave

日本電視台系綜藝節目《GURU GURU 99》主題曲（2009年4—6月）。
2. UTAKATA (3:05)
  - 作詞：shungo.；作曲：Mats Lie Skare（Warner/Chappell Music Scandinavia AB）
3. S.P.D. (Instrumental)
4. UTAKATA (Instrumental)

※兩首歌都沒有公布編曲者

### DVD
1. S.P.D.(Music Clip)(4:04)
2. OFF SHOT(4:02)

## 外部連結
- S.P.D.（CD+DVD）
- S.P.D.（CD only）